# Church of England
Die Church of England (englisch für Kirche von England) ist die Mutterkirche der Anglikanischen Gemeinschaft, sodass sich ihre Geschichte weitestgehend mit dieser deckt. Sie ist innerhalb dieser Gemeinschaft die letzte eigentliche Landeskirche (Staatskirche) und untersteht der Autorität des Staatsoberhauptes.
Die Church of England ist die mitgliederstärkste aller anglikanischen Kirchen weltweit. Sie erstreckt sich heute über das Gebiet Englands, der Kanalinseln und der Isle of Man; zum Gebiet der Diözese in Europa gehören ferner das europäische  Festland sowie die Türkei und Marokko. Die Kirche  ist noch immer eine Landeskirche im klassischen Sinne, da an ihrer Spitze der britische Monarch mit dem Titel Supreme Governor of the Church of England steht. Auch sind die beiden Erzbischöfe sowie 24 weitere Bischöfe Mitglieder im House of Lords. Allerdings bilden ihre Mitglieder heute nicht mehr die Mehrheit der Engländer und sie kämpft mit weiterem Mitgliederschwund. Bei der Zahl der Gottesdienstbesucher wurde sie Januar 2016 von der römisch-katholischen Kirche in England übertroffen. In Schottland und Wales, die nicht zu England gehören, existieren weitere anglikanische Kirchen, die Church in Wales und die Scottish Episcopal Church.

Bistümer der Church of England
Kirchenprovinz von Canterbury
Kirchenprovinz von York

Innerhalb der Landeskirche steht ihr der Erzbischof von Canterbury als Primas von ganz England vor, der auch innerhalb der anglikanischen Weltkirchengemeinschaft einen Ehrenvorrang genießt. Der Erzbischof von York steht als Primas von England im Ehrenrang an zweiter Stelle. Die Church of England gliedert sich in zwei Kirchenprovinzen, Canterbury und York, mit insgesamt 42 Diözesen.
Zur Theologie der Church of England siehe den Artikel Anglikanische Gemeinschaft.

## Geschichte
Die Kirche von England datiert ihre Geschichte zurück bis in die römische Zeit. Die seit der konstantinischen Wende (313) begonnene Christianisierung Britanniens setzte sich bei den keltischen Stämmen in Schottland und Irland in Form der Iro-schottischen Kirche eigenständig fort. Nach dem Abzug Roms spätestens 411 siedelten vermehrt Angeln, Sachsen und Jüten ins heutige England. Im Gebiet dieser angelsächsischen Stämme wurden zunächst germanische Kulte gepflegt. Erst seit der Mission von Augustinus von Canterbury an den Hof von Kent im Jahr 597 fand die katholische Kirche wieder Verbreitung in England. Zeitgleich erfolgte eine Mission durch irische Mönche (siehe Columban).
Mit der Weigerung von Papst Clemens VII., die Ehe von König Heinrich VIII. für nichtig zu erklären, beschlossen die englischen Bischöfe, die Autorität des Papstes im Königreich England nicht mehr anzuerkennen, und erklärten am 11. Februar 1531, dass ihr König nunmehr Oberhaupt (Supreme head) der katholischen Kirche in England sei. Damit wurde die englische Reformation ausgelöst, die jedoch vorerst wenig Änderungen im liturgischen Leben vorsah, bis auf den Gebrauch der englischen statt der lateinischen Sprache. Die Suprematsakte wurde 1534 durch das Parlament beschlossen. Feiertage, Reliquienverehrung und Wallfahrten wurden eingeschränkt, alle Klöster bis 1540 geschlossen. Rechtsfreiheiten der Kleriker und Freistätten (sanctuaries) wurden abgeschafft zugunsten einer einheitlichen Rechtsprechung in der Hand des Königs. Die traditionelle Theologie und der Zölibat wurden dagegen ausdrücklich bekräftigt im Act of Six Articles 1539. Thomas Cromwell oblag die Aufsicht, die auch Strafprozesse kannte, der bekannteste richtete sich 1534 gegen Thomas More.
Obwohl die dynastischen Probleme Heinrichs VIII. den Anlass für die Abspaltung von Rom darstellten, müssen auch andere Aspekte für die Entstehung der Anglikanischen Kirche berücksichtigt werden, die ihren Ursprung im Mittelalter haben: Bereits im Hochmittelalter wurde gefordert: Ecclesia Anglicana libera sit („Die Englische Kirche soll frei sein“). Diese Forderung war dann im Spätmittelalter auch in die Tat umgesetzt: Der englische König hatte schon sehr früh sehr viel mehr Freiheiten in der Besetzung der Bistümer als andere Herrscher. Bereits vor der Abspaltung unter Heinrich VIII. war die Kirche von England von allen Ländern Europas die mit den geringsten Verpflichtungen Rom gegenüber. Die dynastischen Probleme radikalisierten so lediglich eine bereits entstandene Entwicklung.
Nach dem Tode Heinrichs VIII. leitete der Erzbischof von Canterbury, Thomas Cranmer, zusammen mit Richard Hooker, Craig John Stuart Heselton und Matthew Parker weitere Reformen ein, darunter die Einführung des ersten Book of Common Prayer. Mit dem Tod von Heinrichs Nachfolger, Eduard VI., kam seine Halbschwester Maria Tudor auf den Thron, und die englische Kirche erneuerte ihre Verbindung zu Rom, während viele Theologen der Reformation hingerichtet wurden. Erst nach Marias Ableben wurde die Kirche unter Elisabeth I. wieder protestantisch. Die Verpflichtung zum Zölibat wurde mit den 1571 vom Parlament verabschiedeten Neununddreißig Artikeln aufgehoben. Seit der Regierung Elisabeths I. ist es üblich, im Unterhaus des Parlamentes anglikanische Gebete zu verlesen. Seit 1660 gibt es das anglikanische Amt des Kaplan des Sprechers, der jede Sitzung des Unterhauses mit Gebeten beginnt.
Der Einfluss der Puritaner wuchs in dem folgenden Jahrhundert stetig an, kam jedoch durch die königliche Autorität nie zur vollen Entfaltung. Im Zuge der Stuart-Restauration nach dem Englischen Bürgerkrieg wurden die puritanischen Pfarrer aus der Kirche vertrieben, und es begann die Vorherrschaft des Latitudinarismus. Im 19. Jahrhundert, mit der Oxford-Bewegung und dem Aufkommen der Romantik, besannen große Teile der Church of England sich wieder auf ihre katholische Erbschaft.
Infolge der Union von 1800 zwischen Großbritannien und Irland kam es zur Vereinigung der beiden Staatskirchen der Church of England und der Church of Ireland als „one Protestant Episcopal church, to be called, the United Church of England and Ireland“. Als mittelbare Folge der katholischen Emanzipation wurde die bis dahin bevorrechtigte Stellung der Church of Ireland in Irland jedoch über die Jahrzehnte aufgeweicht. Diese wurde mit dem Irish Church Act 1869 aus dem Etat der Church of England herausgenommen, was gegen den erbitterten Widerstand konservativer Kreise in beiden Häusern des Parlaments geschah (Antidisestablishmentarianism).  Das Gesetz trat am 1. Januar 1871 in Kraft.
Der Erzbischof von Canterbury Charles Thomas Longley berief 1867 eine „nationale Synode der Bischöfe der Anglikanischen Kirche im In- und Ausland“ ein, die unter seiner Führung zusammentreten sollte. Nachdem er sich mit beiden Häusern der Convocation of Canterbury beraten hatte, willigte Erzbischof Longley ein und rief alle Bischöfe der Anglikanischen Gemeinschaft (damals 144 an der Zahl) zu einem Treffen in Lambeth ein. Die Lambeth-Konferenz wurde zu einer nunmehr im zehnjährigen Rhythmus stattfindende Vollversammlung aller Bischöfe der Anglikanischen Gemeinschaft.
Walisische Politiker, darunter David Lloyd George, forderten, die anglikanische Kirche in Wales von der Church of England zu lösen. Dies geschah durch ein 1914 vom britischen Parlament verabschiedetes Gesetz, den Welsh Church Act 1914. Infolge des Ersten Weltkrieges trat das Gesetz erst 1920 in Kraft. Durch den Welsh Church Act wurde die anglikanische Kirche in Wales selbständig und zugleich ihres Status als etablierte Staatskirche entkleidet („disestablishment“) – daher auch der Name Church in Wales statt Church of Wales.
Im Jahr 1994 ließ die Kirche die Frauenordination zu, sodass im März desselben Jahres erstmals Frauen das Weihesakrament erhielten.
2008 bedauerte die Church of England ihr Missverstehen („misunderstanding“) der darwinschen Evolutionstheorie und bezeichnet den in einigen „Ecken der Kirche“ herrschenden „anti-evolutionären Eifer“ als Fehler.

## Gegenwart
Charakteristisch für die Church of England ist die große Bandbreite, die von der katholisierenden High Church bis zur „evangelikalen“ Low Church reicht, zwischen den beiden gibt es noch die Broad Church.

### Mitgliedschaft
Die Church of England gibt keine offiziellen Mitgliederzahlen an. Laut der jüngsten Statistik kirchlicher Tätigkeit (Statistics for Mission) gibt es in England 32 Millionen Christen (2015), ohne jedoch zu spezifizieren, wie viele davon Anglikaner sind. Dies entspricht in etwa dem Ergebnis der Volkszählung von 2011, die eine Zahl von 31,48 Millionen Christen in England (59,4 % der Bevölkerung) ergab. Im Gegensatz zu Schottland und Nordirland wurde bei der jüngsten Volkszählung in England (und Wales) nur die Religionszugehörigkeit erhoben und nicht die Konfession. Die letzten Mitgliederzahlen der Church of England stammen aus dem Jahr 2005 und ergaben damals etwa 25 Millionen Mitglieder. Da jedes Jahr die Zahl der Sterbefälle die der Taufen übersteigt, dürfte die Mitgliederzahl seitdem deutlich gefallen sein und bei 22–23 Millionen liegen (Stand 2015).

### Gottesdienstteilnahme und Empfang der Sakramente
An den Sonntagsgottesdiensten nahmen 2015 durchschnittlich 752.000 Gläubige teil (Usual Sunday attendance, die jährliche Zählung erfolgt jeweils an vier Sonntagen im Oktober). Das bedeutet, dass im Durchschnitt aller 16.000 Kirchen der Church of England sonntags 51 Gläubige den Gottesdienst feiern. 1.142.000 Gläubige kamen „regelmäßig“ (definiert als „einmal im Monat oder öfter“) zum Gottesdienst; dieser weitere Kreis wird als „Worshipping Community“ (Gottesdienstgemeinde) bezeichnet. Seit 2005 sank die Zahl der regelmäßigen Gottesdienstbesucher um 11 %. An Weihnachten kamen 2.526.000 Gläubige zur Kirche (2015).
Nicht so einfach anzugeben ist der prozentuale Anteil aller Mitglieder, die zu den Gottesdiensten kommen. In der Statistics for Mission der Church of England für 2015 wird der Anteil der Teilnehmer am Sonntagsgottesdienst (im Sinne der Usual Sunday attendance) mit 2,3 % angegeben, allerdings nicht auf die eigene Mitgliederschaft bezogen, sondern auf die Zahl aller Christen in England. Dies rührt daher, dass die Church of England alle Christen zur Teilnahme einlädt, nicht nur die der eigenen (anglikanischen) Konfession. 2,3 % Gottesdienstteilnahme ist der Durchschnittswert; es gibt beträchtliche regionale Unterschiede. Am stärksten ist der Gottesdienstbesuch in den Diözesen Hereford (3,5 %) und Gloucester (3,4 %), am schwächsten in Liverpool (1,6 %), Birmingham (1,4 %) und Durham (1,2 %).
Rückläufig ist auch der Empfang der Sakramente. Im Jahre 2015 wurden 109.000 Kinder getauft (zum Vergleich: 125.000 Kindertaufen im Jahre 2005). 16.700 Gläubige ließen sich im Jahre 2015 firmen, 44 % von ihnen waren Erwachsene.

### Ökumenische Beziehungen
Die Church of England ist Mitglied der Porvoo-Gemeinschaft und hat mit diesen Kirchen volle Kirchengemeinschaft vereinbart. Bereits seit 1931 steht sie mit den alt-katholischen Kirchen der Utrechter Union in voller Kirchengemeinschaft. Die Beziehungen zur Evangelischen Kirche in Deutschland sind vertraglich in der Meißener Gemeinsamen Feststellung geregelt.

### Kontroversen der letzten Jahrzehnte

#### Ordination von Frauen
Am 11. November 1992 stimmte die Generalsynode der Church of England mit knapper Mehrheit für die Zulassung von Frauen zum Priesteramt. Am 12. März 1994 wurden die ersten 32 Priesterinnen ordiniert.
Im Juni 2006 entschied die Generalsynode in York mehrheitlich, Frauen künftig auch zum Bischofsamt zuzulassen; dies sei theologisch gerechtfertigt. Doch wurde dieses Votum zunächst nicht wirksam, da die Beschlussvorlage nicht von allen drei Kammern der Generalsynode (Bischöfe, Priester, Laien) gebilligt wurde: In der Kammer der Laien verfehlte sie die notwendige Zweidrittelmehrheit.
Die Absicht der Generalsynode, Frauen zum Bischofsamt zuzulassen, veranlasste Priester und Bischöfe, zur römisch-katholischen Kirche überzutreten. Vincent Nichols, katholischer Erzbischof von Westminster und Oberhirte der Katholiken in England und Wales, weihte am 8. Januar 2011 drei bisherige Bischöfe der Church of England, nämlich Andrew Burnham, Keith Newton und John Broadhurst, zu katholischen Priestern. Auch etwa 50 anglikanische Priester traten zur katholischen Kirche über.
In einem zweiten Anlauf gelang die Zulassung von Frauen zum Amt des Bischofs in der anglikanischen Kirche. Am 14. Juli 2014 fasste die Generalsynode mit der erforderlichen Mehrheit in allen drei Kammern den entsprechenden Beschluss. Dabei wurde zugleich die Einrichtung von Ombudsstellen beschlossen, wenn Gemeinden keine Bischöfin akzeptieren wollen. Dieses Zugeständnis hatte sich in den Verhandlungen als nötig erwiesen, um eine ausreichende Zustimmung zu erreichen. Nach der entsprechenden Anpassung des Kirchenrechts konsekrierte die Church of England am 26. Januar 2015 die bisherige Vikarin von St Peter’s Hale and St Elizabeth’s Ashley in der Diözese Chester, Libby Lane, im Januar 2015 zur Bischöfin. Unmittelbar vor der Konsekration trat der anglikanische Pfarrer Paul Williams beim namentlichen Aufruf der Kandidatin vor und erhob Widerspruch, in dem er die Konsekration als „unbiblisch“ und das Geschlecht der Kandidatin als „absolutes Weihehindernis“ bezeichnete.

#### Haltung zu homosexuellen Paaren
Seit 2013 erlaubt die Church of England die Segnung gleichgeschlechtlicher Paare in einem Gottesdienst.
Im Januar 2013 bekundete die Church of England die Bereitschaft, künftig auch Priester, die in eingetragenen gleichgeschlechtlichen Partnerschaften leben, zu Bischöfen zu wählen, unter der Voraussetzung, dass sie sich mit der Bischofsweihe zum Zölibat verpflichten. Im April 2014 ließ sich ein homosexueller anglikanischer Priester standesamtlich trauen. Er wurde deshalb entlassen.
Die Segnung gleichgeschlechtlicher Paare wurde im Januar 2023 von den anglikanischen Bischöfen mit dem Schreiben Draft prayers of thanksgiving, dedication and for God’s blessing for same-sex couples published bestätigt. Dies ist innerhalb der Kirche umstritten, jedoch werden sexuelle Handlungen innerhalb dieser Beziehungen respektiert. Ein zölibatäres Verhalten wird nicht mehr verlangt.

### Geschichte
- Peter Itzen: Streitbare Kirche. Die Church of England vor den Herausforderungen des Wandels 1945–1990. Nomos, Baden-Baden 2012, ISBN 978-3-8329-6608-9.
- Manfred Jacobs: Anglikanische Kirche contra Rom. Schmid, Durach 2003, ISBN 3-932352-83-1.
- Diarmaid MacCulloch: Die zweite Phase der englischen Reformation (1547–1603) und die Geburt der anglikanischen Via Media. Aschendorff, Münster 1998, ISBN 3-402-02979-0.
- Jeremy Morris: A People's Church. A History of the Church of England. Profile Books, London 2022, ISBN 978-1-78125-249-9.

### Theologie
- Anna Schneider: Dimensionen der Einheit. Ekklesiologische Konzeptionen der Kirche von England im 19. Jahrhundert. de Gruyter, Berlin 2014, ISBN 978-3-11-031769-5.

### Gottesdienst und Frömmigkeit
- The book of common prayer, and administration of the sacraments, and other rites and ceremonies of the Church according to the use of the Church of England. Together with the proper lessons for sundays and other holydays. Society for Promoting Christian Knowledge, Oxford 1877.
- Gustav Adolf Krieg: Einführung in die anglikanische Kirchenmusik. Dohr, Köln 2007, ISBN 978-3-936655-44-5.
- Nicholas Sagovsky: Die Herausbildung der anglikanischen Spiritualität in den Jahren 1534–1662. In: Peter Zimmerling (Hrsg.): Handbuch Evangelische Spiritualität, Band 1: Geschichte. Vandenhoeck & Ruprecht, Göttingen 2017, ISBN 978-3-525-56719-7, S. 167–185.

### Ökumene
- Harald Rein: Kirchengemeinschaft. Die anglikanisch-altkatholisch-orthodoxen Beziehungen von 1870–1990 und ihre ökumenische Relevanz, 2 Bände. Lang, Frankfurt am Main 1993 und 1994.

## Varia
- Mit Beginn des Ersten Weltkriegs 1914 wurden in Deutschland lebende britische  Staatsangehörige als Kriegsgegner eingestuft und mussten Deutschland verlassen. Das hatte beispielsweise zur Folge, dass die 1899 geweihte Kirche Saint Michael and all Angels der Church of England in Weimar (Baumeister: Rudolf Zapfe) aufgegeben werden musste und viele Jahre ungenutzt blieb – seit 1928 wird sie als Gotteshaus der evangelischen Kirche genutzt.

## Belege
1. ↑  Kaya Burgess: Church congregations fall below one million for first time, The Times, 12. Januar 2016.
2. ↑  David Gordon Newcombe: Henry VIII and the English Reformation. Routledge, London 1995, ISBN 0-415-10728-8, S. 45.
3. ↑  Michael Maurer: Kleine Geschichte Englands. Bundeszentrale für politische Bildung, Bonn 2005, ISBN 3-89331-653-1, S. 99–104.
4. ↑  Danby Pickering: The Statutes at Large from the Magna Charta, to the End of the Eleventh Parliament of Great Britain, Anno 1761 [continued to 1806]. By Danby Pickering. J. Bentham, 1799, S. 653 (englisch, google.com).
5. ↑  Francis Stewart Leland Lyons: Ireland since the famine, 10. Auflage. Fontana Press, London 1987, ISBN 0-00-686005-2, S. 17.
6. ↑  John D. Fair: The Irish disestablishment conference of 1869. Journal of Ecclesiastical History 26.4 (1975): 379-394. (englisch)
7. ↑  'Send down your Holy Spirit upon your servant Angela': History is made. 13. März 1994, abgerufen am 24. März 2020 (englisch).
8. ↑  John Darnton: After 460 Years, The Anglicans Ordain Women. In: The New York Times. 13. März 1994, ISSN 0362-4331 (nytimes.com [abgerufen am 24. März 2020]).
9. ↑  Church of England, Rev Dr Malcolm Brown, Director of Mission and Public Affairs: Good religion needs good science
10. ↑  So die traditionelle Charakterisierung, das Wort hat inzwischen insbesondere in den USA eine etwas andere Bedeutung bekommen.
11. ↑  Siehe die Church Statistics 2010/11, die letzte umfassende statistische Darstellung.
12. ↑  Statistics for Mission 2015 (Memento vom 4. November 2016 im Internet Archive), S. 19.
13. ↑  Office for National Statistics: Religion in England and Wales 2011 (59,3 % in England und Wales insgesamt; 59,4 % nur in England).
14. ↑  Catholics set to pass Anglicans as leading UK church (Memento vom 18. September 2011 im Internet Archive). In: The Times, 15. Februar 2007.
15. ↑  Statistics for Mission 2015 (Memento vom 4. November 2016 im Internet Archive), S. 24.
16. ↑  Statistics for Mission 2015 (Memento vom 4. November 2016 im Internet Archive), S. 7.
17. ↑  Statistics for Mission 2015 (Memento vom 4. November 2016 im Internet Archive), S. 25.
18. ↑  Pressemitteilung der Church of England: 2015 Attendance Statistics published, 27. Oktober 2016.
19. ↑  Statistics for Mission 2015 (Memento vom 4. November 2016 im Internet Archive), S. 6.
20. ↑  Statistics for Mission 2015 (Memento vom 4. November 2016 im Internet Archive), S. 29.
21. ↑  Statistics for Mission 2015 (Memento vom 4. November 2016 im Internet Archive), S. 30.
22. ↑  Statistics for Mission 2015 (Memento vom 4. November 2016 im Internet Archive), S. 35.
23. ↑  Evangelische Kirche in Deutschland: Die Meißener Erklärung: Einführung zur Meißener Gemeinsamen Feststellung zwischen der Kirche von England und der Evangelischen Kirche in Deutschland, abgerufen am 8. Dezember 2023.
24. ↑  1992: Church of England votes for women priests. BBC News, 11. November 1992, abgerufen am 19. Oktober 2017 (englisch).
25. ↑  MSN-Encarta: Church of England (englisch) (Memento vom 23. März 2005 im Internet Archive), abgefragt am 11. März 2009.
26. ↑  Synode in England: Anglikanische Kirche lässt Frauen im Bischofsamt zu, Spiegel Online, 14. Juli 2014.
27. ↑  Spiegel.de: Synode der Kirche von England: Neuer Anlauf für Frauen im Bischofsamt
28. ↑  telegraph.co.uk
29. ↑  zeit.de: Schwule Priester dürfen in England Bischof werden
30. ↑  BBC:Chaplain defies gay church wedding ban
31. ↑  Draft prayers of thanksgiving, dedication and for God’s blessing for same-sex couples published, 20. Januar 2023.
32. ↑  BBC: Church of England bishops refuse to back gay marriage, Januar 2023.